# Johan Anders Lindgren
Johan Anders Lindgren, född 8 augusti 1803 i Näsums socken, Kristianstads län, död 6 september 1870 i Tjörnarps socken, Malmöhus län, var en svensk industriman och godsägare.
Johan Anders Lindgren var ägare av Gonarps pappersbruk i Näsums socken. Han ägde även Westerstads herrgård (16.000 tunnland) men sålde denna 1855. Åren 1855-1867 ägde han Fredriksdals herrgård i Helsingborg.